# VL Tuisku
VL Tuisku (česky: Sněhová vánice) byl finský dvoumístný víceúčelový cvičný letoun vyvinutý společností Valtion Lentokonetehdas. Sloužil k základnímu výcviku, pokračovacímu výcviku stíhacích pilotů a dále k výcviku palubních střelců. Sekundárně mohl být využíván k průzkumu a podpoře pozemních jednotek.

## Vývoj

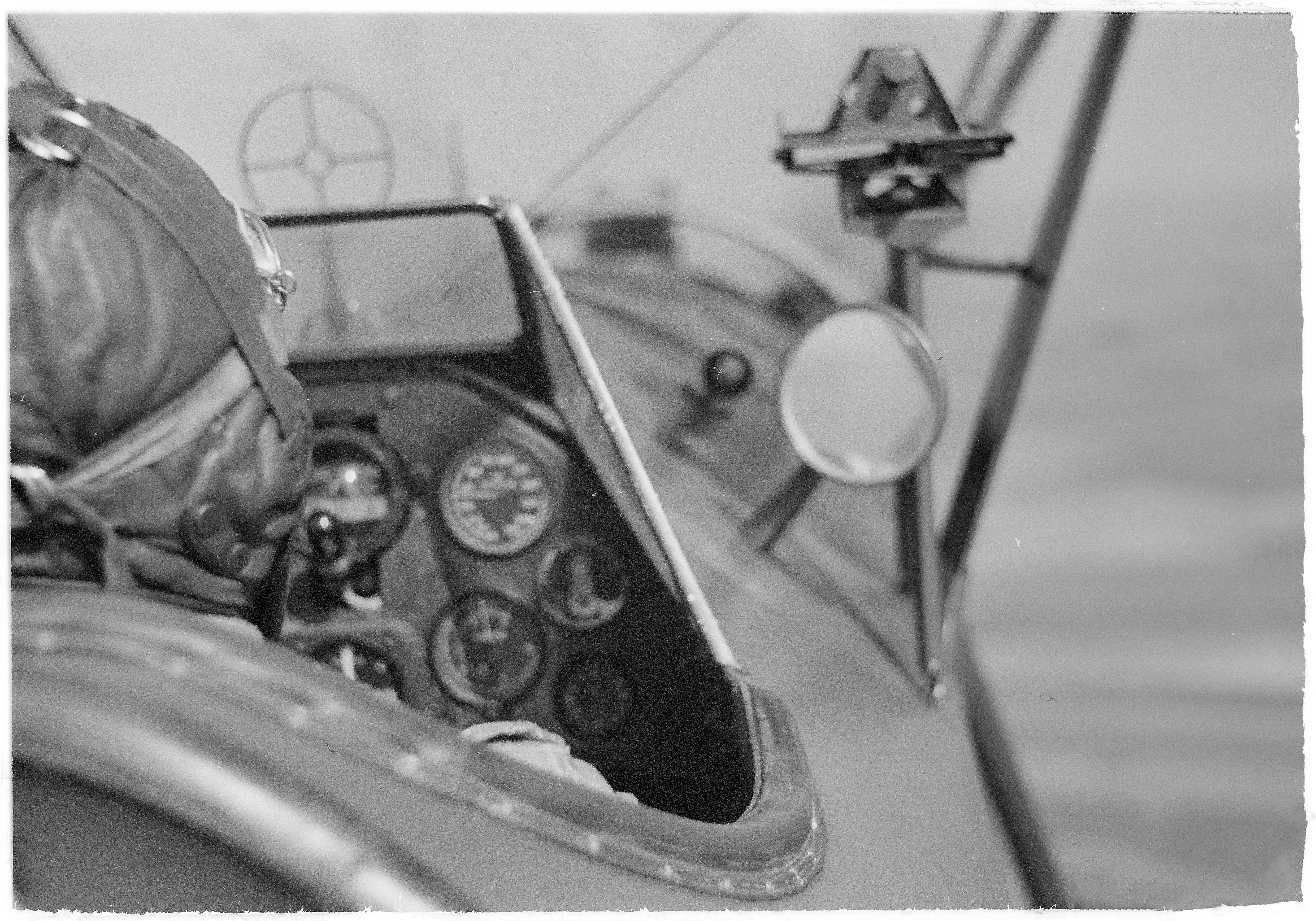
Pohled do kokpitu

Vývoj nového víceúčelového cvičného letounu byl objednán roku 1933. První let prvního prototypu Tuisku (evidenční označení TU-149) proběhl 10. ledna 1934. Prototyp měl problémy s třepetáním nosných ploch, což při jednom z letů vedlo k destrukci horní nosné plochy a jeho zřícení. Brzy jej nahradil druhý prototyp Tuisku II (TU-150) s prodlouženou přídí a zesíleným křídlem. Takto vylepšený letoun již měl velmi dobré vlastnosti a letectvo objednalo jeho sériovou výrobu. V letech 1935-1936 bylo dodáno 13 letounů první série (TU-151 až TU-163) a do roku 1937 pak ještě 16 strojů druhé série (TU-164 až 179). Letouny TU-163 a TU-178 přitom byly zaplaceny lidovou sbírkou.

## Popis

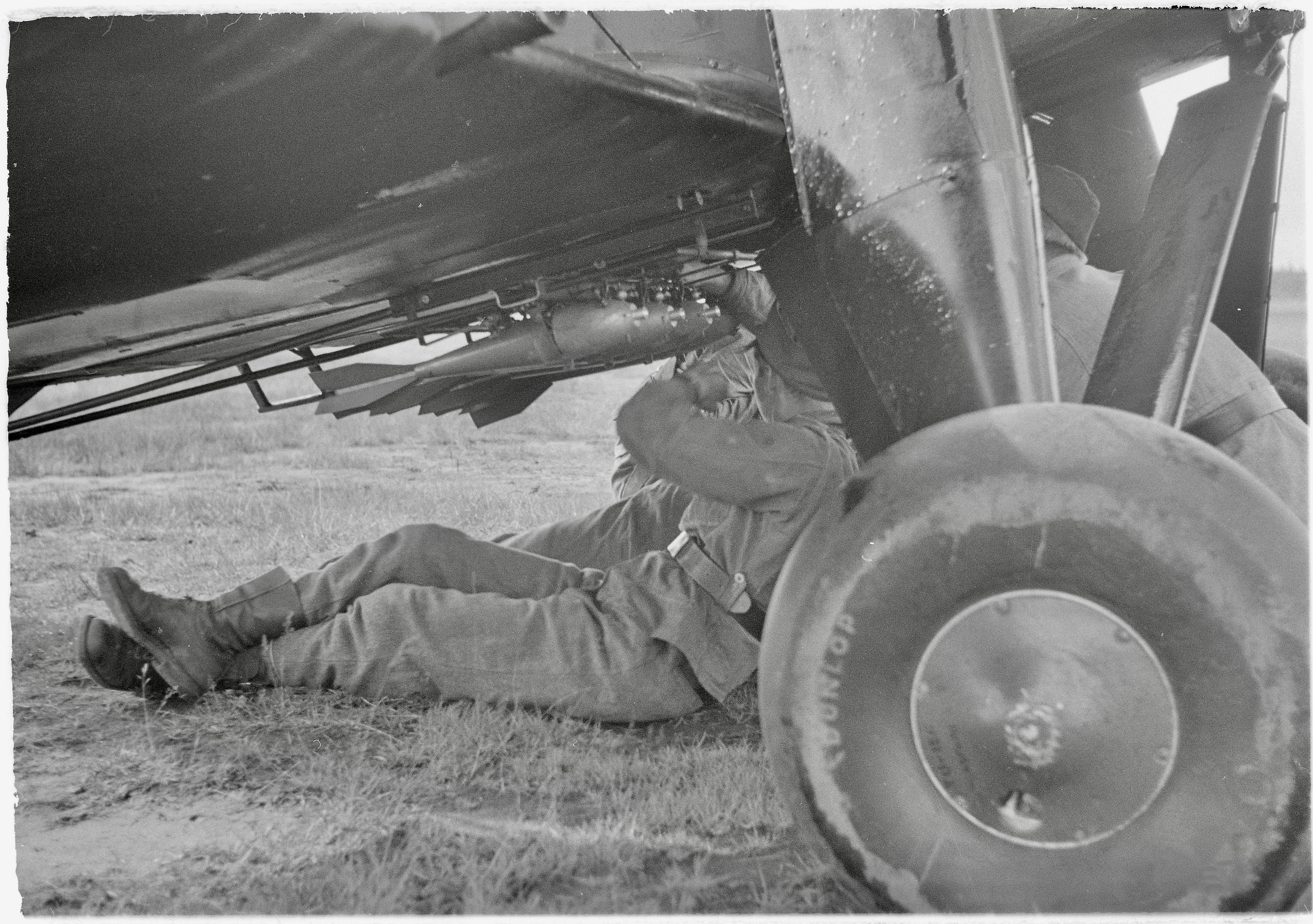
Příprava na bojový let

Jednalo se o konvenční jednomotorový dvoumístný dvouplošník smíšené konstrukce. Poháněl jej vzduchem chlazený hvězdicový sedmiválec Armstrong Siddeley Lynx IVC o výkonu 215 k (160 kW), který roztáčel dvoulistou dřevěnou vrtuli. Byl vybaven pevným kolovým podvozkem, který bylo možné nahradit lyžemi, nebo plováky (Zkoušky plováků proběhly na letounu TU-159, ve službě ale Tuisku létaly pouze jako pozemní.). Při výcviku byl letoun vybaven dvojím řízením. Při bojovém nasazení byl vyzbrojen pevným synchronizovaným 7,62 mm kulometem a druhým pohyblivým 7,62mm kulometem, ovládaným pozorovatelem. Na závěsníky pod trupem bylo možné zavěsit až 92 kg pum.

## Operační historie

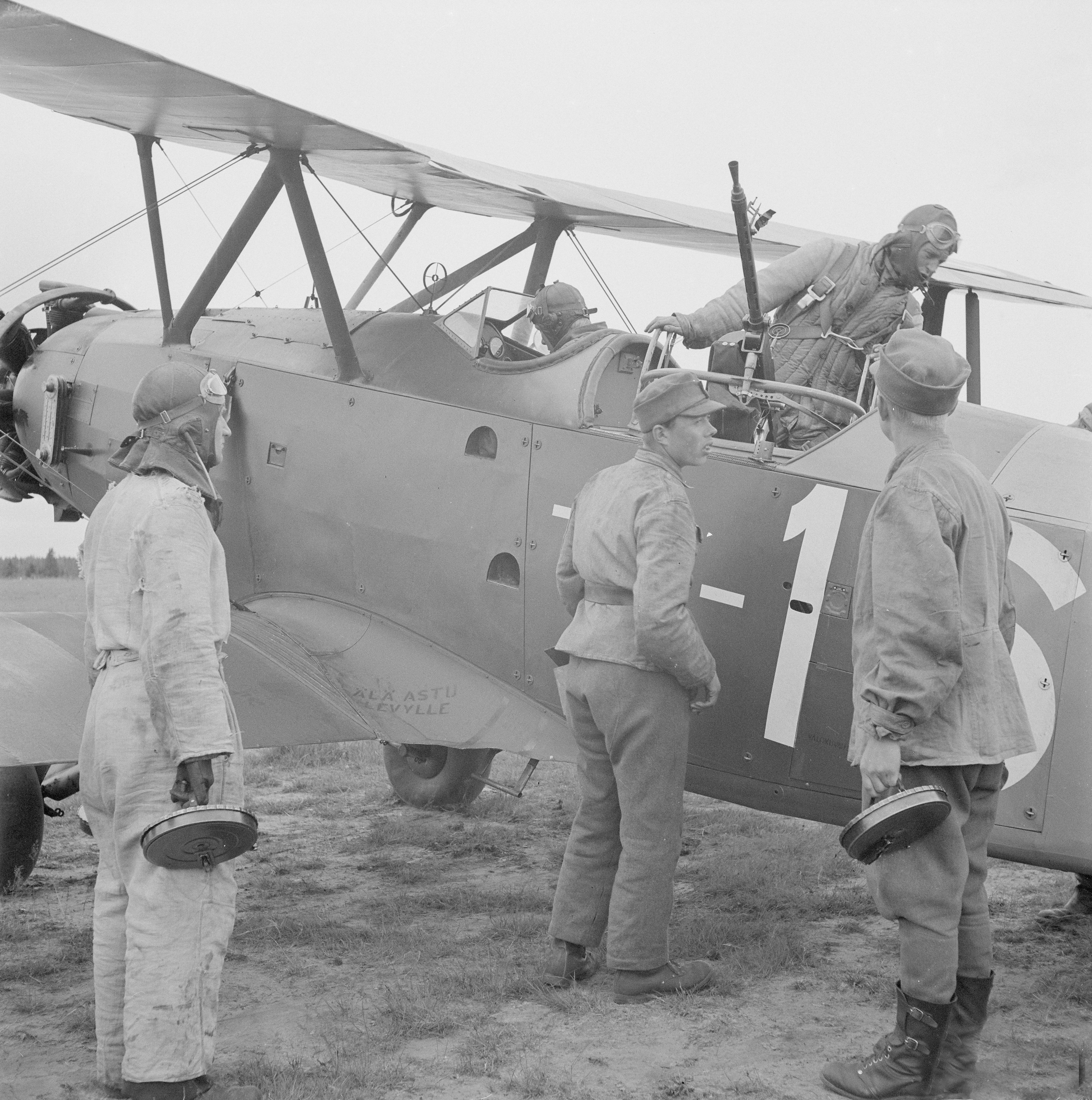
VL Tuisku roku 1943 během nasazení v pokračovací válce

Letouny Tuisku se ve výcviku osvědčily a byly velmi oblíbené. Bojově byly nasazeny proti SSSR v zimní válce v letech 1939–1940 a v pokračovací válce v letech 1941–1944. Následně se v letech 1944–1945 podílely na vytlačení německé armády z Finska. Bojově byly nasazeny především k průzkumu a jako lehké bombardéry. Po válce se zbylé stroje vrátily k výcviku. Oficiálně byly vyřazeny roku 1948. Poslední dolétaly roku 1950.

## Verze
- Tuisku II/T – Ozbrojená bojová verze.
- Tuisku II/O – Cvičná verze s dvojím řízením.

## Uživatelé
Finsko
- Finské letectvo

## Dochované exempláře
Jeden letoun Tuisku (TU-178), pojmenovaný „Sokeri-Sirkku“ se dochoval ve finském leteckém muzeum ve Vantaa.

## Specifikace (VL Tuisku)

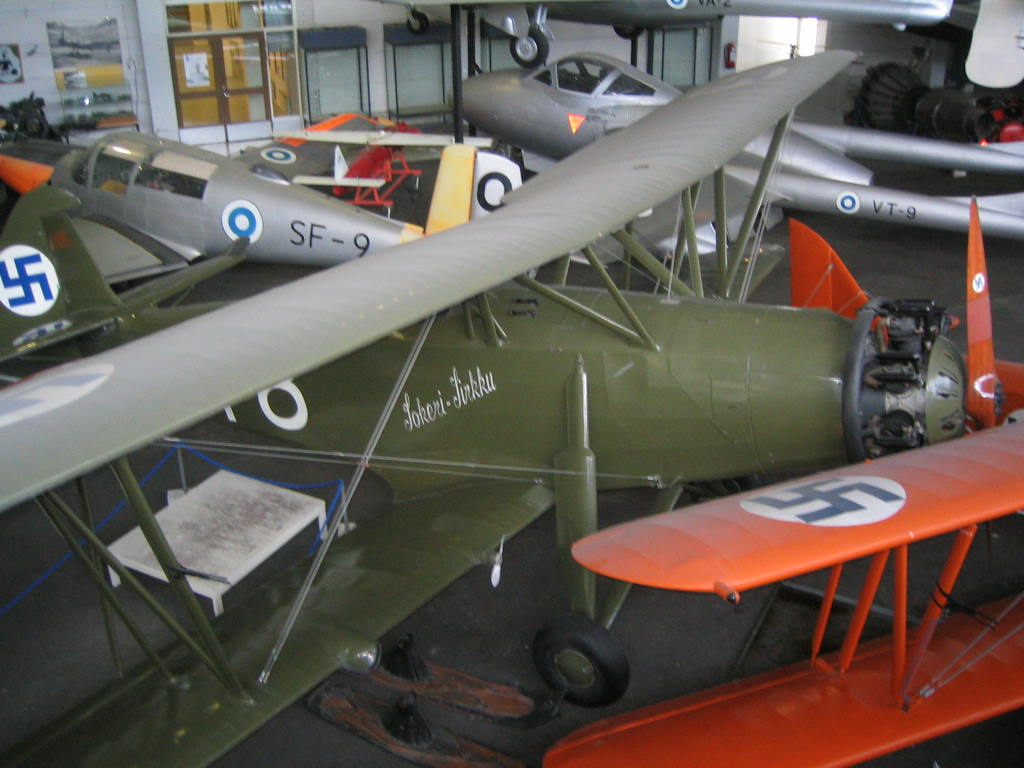
Dochovaný letoun Tuisku (TU-178, „Sokeri-Sirkku“)

### Technické údaje
- Posádka: 2
- Rozpětí: 12,1 m
- Délka: 9,35 m
- Výška: 3,26 m
- Nosná plocha: 33,65 m²
- Plošné zatížení: kg/m²
- Hmotnost prázdného letounu: 990 kg
- Vzletová hmotnost: 1625 kg
- Pohonná jednotka: 1× hvězdicový motor Armstrong Siddeley Lynx IVC
- Výkon pohonné jednotky: 215 k (160 kW)

### Výkony
- Minimální rychlost: 79 km/h
- Cestovní rychlost: 170 km/h
- Maximální rychlost: 207 km/h
- Dolet: 1150 km
- Dostup: 4400 m

### Výzbroj
- 2× 7,62mm kulomet
- 4× 12,5kg puma, nebo 4× 23kg puma